# Поди (Запорізький район)
Поди́ — село в Україні, у Запорізькому районі Запорізької області. Входить до складу Павлівської сільської громади. 
Площа села – 61,1 га. Кількість дворів – 32, кількість населення на 01.01.2007 р.  –  79 чол. 

## Географія
Село Поди знаходиться на відстані 1,5 км від села Задорожнє та за 2 км від сіл Нововасилівка та Василівське. По селу протікає пересихаючий струмок з загатою. Поруч проходить автомобільна дорога Н15.
Село розташоване за 8 км від міста Вільнянськ, за 33 км від обласного центра. Найближча залізнична станція – Вільнянськ – знаходиться за 8 км від села.

## Історія
Село Поди утворилось в середині 1920-х рр.
В 1932-1933 селяни пережили сталінський геноцид.
День села досі відзначається 21 вересня; в цей день 1943 року в ході Другої світової війни Нововасилівка була відвойована радянськими військами у німців. На цивільному кладовищі знаходиться братська могила вояків Червоної армії.
З 24 серпня 1991 року село входить до складу незалежної України.
До 2016 року у складі Павлівської сільської ради.
12 червня 2020 року, відповідно до розпорядження Кабінету Міністрів України № 713-р «Про визначення адміністративних центрів та затвердження територій територіальних громад Запорізької області», село увійшло до складу Павлівської сільської територіальної громади.
19 липня 2020 року, в результаті адміністративно-територіальної реформи та ліквідації Вільнянського району, село увійшло до складу новоутвореного Запорізького району.

## Населення

### Мова
Розподіл населення за рідною мовою за даними перепису 2001 року:
| Мова       | Кількість | Відсоток |
| ---------- | --------- | -------- |
| українська | 68        | 81.93%   |
| російська  | 15        | 18.07%   |
| Усього     | 83        | 100%     |